# Бурное (озеро, Камчатский край)
Бурное — озеро в России, находится в Пенжинском районе Камчатского края. Площадь поверхности озера — 8,56 км². Площадь его водосборного бассейна — 39,5 км².
Лежит на высоте 53 метра над уровнем моря в окружении поросших лесом холмов. Южный берег низменный. Из южной оконечности озера вытекает река Бурный, правый приток реки Вышки.
Код озера в государственном водном реестре — 19090000111120000002740.